# Dansa, senorita!
Dansa, senorita! (engelska: Down Argentine Way) är en amerikansk musikalfilm från 1940 i regi av Irving Cummings. Filmen gjorde en stjärna av Betty Grable i hennes första huvudroll för studion 20th Century Fox (hon hade tidigare medverkat i 31 filmer), den introducerade även den amerikanska publiken till Carmen Miranda. I övriga huvudroller ses Don Ameche, The Nicholas Brothers, Charlotte Greenwood och J. Carrol Naish.
År 2014 valdes filmen ut för att bevaras i National Film Registry av USA:s kongressbibliotek då den anses vara ”kulturellt, historiskt eller estetiskt betydelsefull”.

## Rollista i urval
- Don Ameche – Ricardo Quintana
- Betty Grable – Glenda Crawford
- Carmen Miranda – sig själv
- Charlotte Greenwood – Binnie Crawford
- J. Carrol Naish – Casiano
- Henry Stephenson – Don Diego Quintana
- Kay Aldridge – Helen Carson
- Leonid Kinskey – Tito Acuna
- Chris-Pin Martin – Esteban
- Robert Conway – Jimmy Blake
- Gregory Gaye – Sebastian
- Bobby Stone – Panchito
- Charles Judels – Dr. Arturo Padilla
- Fayard Nicholas – Specialty Dancer (The Nicholas Brothers)
- Harold Nicholas – Specialty Dancer (The Nicholas Brothers)